# Chersotis cuprea
Chersotis cuprea là một loài bướm đêm trong họ Noctuidae.

## Hình ảnh

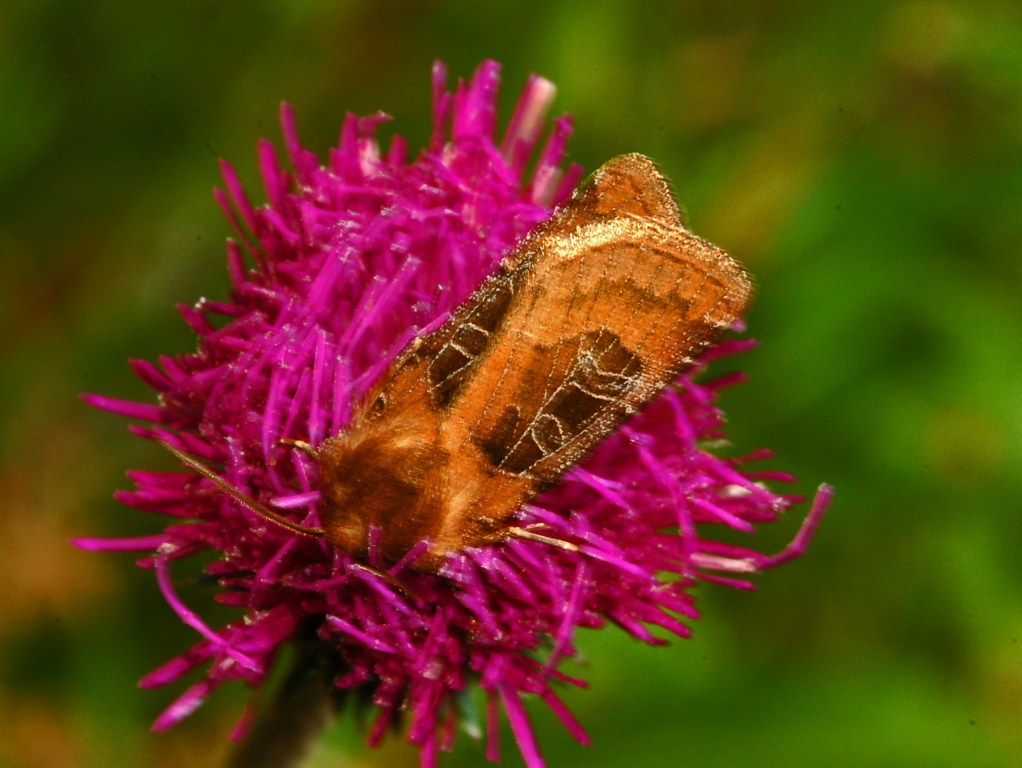
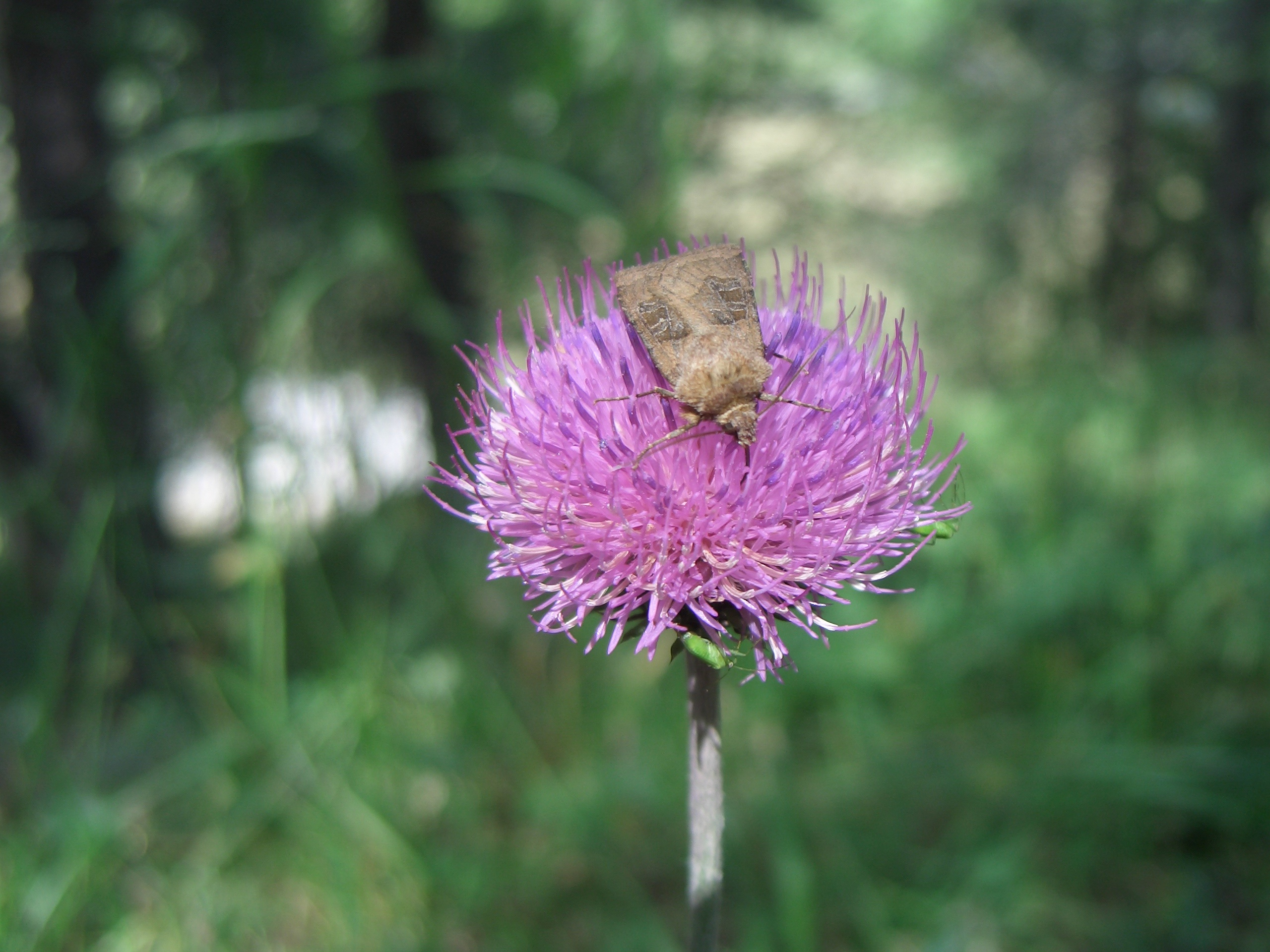
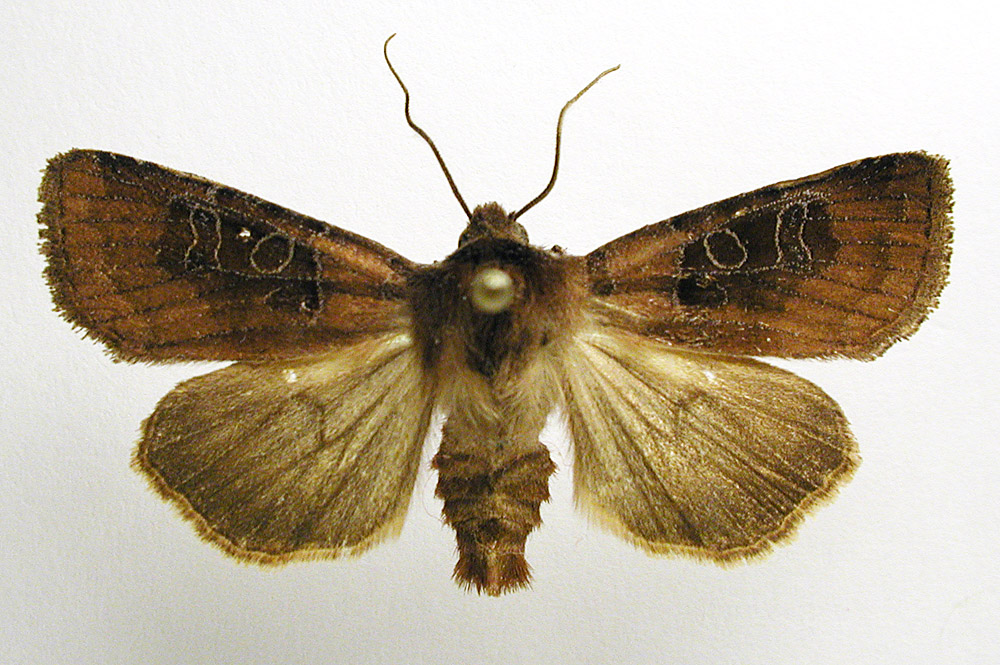